# Адміністративний устрій Джанкойського району
Адміністративний устрій Джанкойського району — адміністративно-територіальний устрій Джанкойського району АР Крим на 2 селищні і 15 сільських рад, які підпорядковані Джанкойській районній раді та об'єднують 113 населених пунктів. Адміністративний центр — місто республіканського значення і до складу району не входить.

## Список радДжанкойського району
| №  | Назва                          | Центр            | Населені пункти                                                                                                | Площа км² | Місце за площею | Населення (2001), чол. | Місце за населенням |
| -- | ------------------------------ | ---------------- | --- | --------- | --------------- | ---------------------- | ------------------- |
| 1  | Азовська селищна рада          | смт Азовське     | смт Азовське                                                                                                   |           |                 |                        |                     |
| 2  | Вільненська селищна рада       | смт Вільне       | смт Вільне |           |                 |                        |                     |
| 3  | Єрмаківська сільська рада      | c. Єрмакове      | c. Єрмакове c. Вітвисте c. Копані c. Островське c. Придорожнє c. Солоне Озеро c. Стовпове                      |           |                 |                        |                     |
| 4  | Завіто-Ленінська сільська рада | c. Кучук-Алкали  | c. Кучук-Алкали c. Зелений Яр c. Мартинівка c. Мілководне c. Пушкіне c. Солонцеве                              |           |                 |                        |                     |
| 5  | Зарічненська сільська рада     | c. Зарічне       | c. Зарічне c. Армійське c. Болотне c-ще Митюрине c. Низинне c. Перепілкине c. Суміжне                          |           |                 |                        |                     |
| 6  | Ізумруднівська сільська рада   | c. Ізумрудне     | c. Ізумрудне c. Дмитрівка c. Калинівка c. Мічурінівка c. Новостепове c. Овочеве                                |           |                 |                        |                     |
| 7  | Кіндратівська сільська рада    | c. Кіндратове    | c. Кіндратове c-ще Дорожнє c. Рубинівка c. Мішен-Найман                                                        |           |                 |                        |                     |
| 8  | Кримківська сільська рада      | c. Кримка        | c. Кримка |           |                 |                        |                     |
| 9  | Лобанівська сільська рада      | c. Лобанове      | c. Лобанове c. Жилине c. Мар'їне c. Орденоносне c-ще Ясне                                                      |           |                 |                        |                     |
| 10 | Луганська сільська рада        | c. Луганське     | c. Луганське c. Ковильне c. Пробудження c. Тутове c. Джадра-Шейх-Елі                                           |           |                 |                        |                     |
| 11 | Майська сільська рада          | c. Майське       | c. Майське c. Ближнє c. Житомирське c. Бай-Кончек c. Польове                                                   |           |                 |                        |                     |
| 12 | Маслівська сільська рада       | c. Маслове       | c. Маслове c. Орак-Аджи c. Конурча                                                                             |           |                 |                        |                     |
| 13 | Медведівська сільська рада     | c. Медведівка    | c. Медведівка c. Передмістне c. Тургенєве                                                                      |           |                 |                        |                     |
| 14 | Мирнівська сільська рада       | c. Мирнівка      | c. Мирнівка c. Дніпровка c. Костянтинівка c. Рисакове c. Тимофіївка                                            |           |                 |                        |                     |
| 15 | Новокримська сільська рада     | c. Новокримське  | c. Новокримське c. Істочне c. Павлівка                                                                         |           |                 |                        |                     |
| 16 | Пахарівська сільська рада      | c. Пахарівка     | c. Пахарівка c. Випасне                                                                                        |           |                 |                        |                     |
| 17 | Побєдненська сільська рада     | c. Побєдне       | c. Побєдне c. Нове Життя c. Тарасівка                                                                          |           |                 |                        |                     |
| 18 | Просторненська сільська рада   | c. Просторне     | c. Просторне c. Антонівка c. Апрелівка c. Бородіно c. Нижні Отрожки c. Слов'янське c. Стефанівка               |           |                 |                        |                     |
| 19 | Розкішненська сільська рада    | c. Розкішне      | c. Розкішне c. Зернове                                                                                         |           |                 |                        |                     |
| 20 | Рощинська сільська рада        | c. Рощине        | c. Рощине c. Ближньогородське c. Краснодольне c. Озерне c. Сєрноводське                                        |           |                 |                        |                     |
| 21 | Світлівська сільська рада      | c. Світле        | c. Світле c. Благодатне                                                                                        |           |                 |                        |                     |
| 22 | Стальненська сільська рада     | c. Стальне       | c. Стальне c. Многоводне c. Новокостянтинівка c. Новопавлівка c. Новофедорівка c. Озерки c. Прозрачне c. Рідне |           |                 |                        |                     |
| 23 | Табачненська сільська рада     | c. Табачне       | c. Табачне c. Новосільцеве c. Федорівка c. Хлібне                                                              |           |                 |                        |                     |
| 24 | Цілинна сільська рада          | c. Цілинне       | c. Цілинне c. Колоски c. Томашівка                                                                             |           |                 |                        |                     |
| 25 | Чайкинська сільська рада       | c. Чайкине       | c. Чайкине c. Мисове                                                                                           |           |                 |                        |                     |
| 26 | Ярківська сільська рада        | c. Ярке          | c. Ярке c. Яструбці                                                                                            |           |                 |                        |                     |
| 27 | Яркополенська сільська рада    | c. Ярке Поле     | c. Ярке Поле c. Арбузівка c. Веселе c. Відрадне c-ще Дібрівка c. Нахідка c. Слов'янка c. Тімірязєве            |           |                 |                        |                     |
| 28 | Яснополянська сільська рада    | c. Яснополянське | c. Яснополянське c-ще Володине c. Рюмшине                                                                      |           |                 |                        |                     |

* Примітки: м. — місто, с-ще — селище, смт — селище міського типу, с. — село